# Flowella
Flowella è un census-designated place degli Stati Uniti d'America, situato nella contea di Brooks dello Stato del Texas.

## Geografia fisica
Flowella è situata a 27°13′09″N 98°03′58″W (27.219277, -98.066155) vicino all'incrocio tra la State Highway 285 e la FM 2191, nel nord-est nella contea. Si trova circa cinque km a est di Falfurrias, il capoluogo della contea.
Secondo lo United States Census Bureau, ha un'area totale di un miglio quadrato (2,6 km²).

## Società

### Evoluzione demografica
Secondo il censimento del 2000, c'erano 134 persone, 46 nuclei familiari, e 35 famiglie residenti nella città. La densità di popolazione era di 130,5 persone per miglio quadrato (50,2/km²). C'erano 56 unità abitative a una densità media di 54,6 per miglio quadrato (21,0/km²). La composizione etnica della città era formata dal 55,97% di bianchi, il 43,28% di altre razze, e lo 0,75% di due o più etnie. Ispanici o latinos di qualunque razza erano il 97,01% della popolazione.
C'erano 46 nuclei familiari di cui il 34,8% avevano figli di età inferiore ai 18 anni, il 47,8% erano coppie sposate conviventi, il 15,2% aveva un capofamiglia femmina senza marito, e il 23,9% erano non-famiglie. Il 23,9% di tutti i nuclei familiari erano individuali e il 10,9% aveva componenti con un'età di 65 anni o più che vivevano da soli. Il numero di componenti medio di un nucleo familiare era di 2,91 e quello di una famiglia era di 3,31.
La popolazione era composta dal 25,4% di persone sotto i 18 anni, il 7,5% di persone dai 18 ai 24 anni, il 28,4% di persone dai 25 ai 44 anni, il 20,9% di persone dai 45 ai 64 anni, e il 17,9% di persone di 65 anni o più. L'età media era di 38 anni. Per ogni 100 femmine c'erano 119,7 maschi. Per ogni 100 femmine dai 18 anni in giù, c'erano 117,4 maschi.
Il reddito medio di un nucleo familiare era di 11.250 dollari, e quello di una famiglia era di 12.404 dollari. I maschi avevano un reddito medio pro capite di 13.750 dollari contro i 9.844 dollari delle femmine. Il reddito medio pro capite era di 5.560 dollari. C'erano il 50,9% delle famiglie e il 37,9% della popolazione che vivevano sotto la soglia di povertà, incluso il 32,8% di persone sotto i 18 anni e il 53,1% di persone sopra i 64 anni.